# Puffin de Boyd

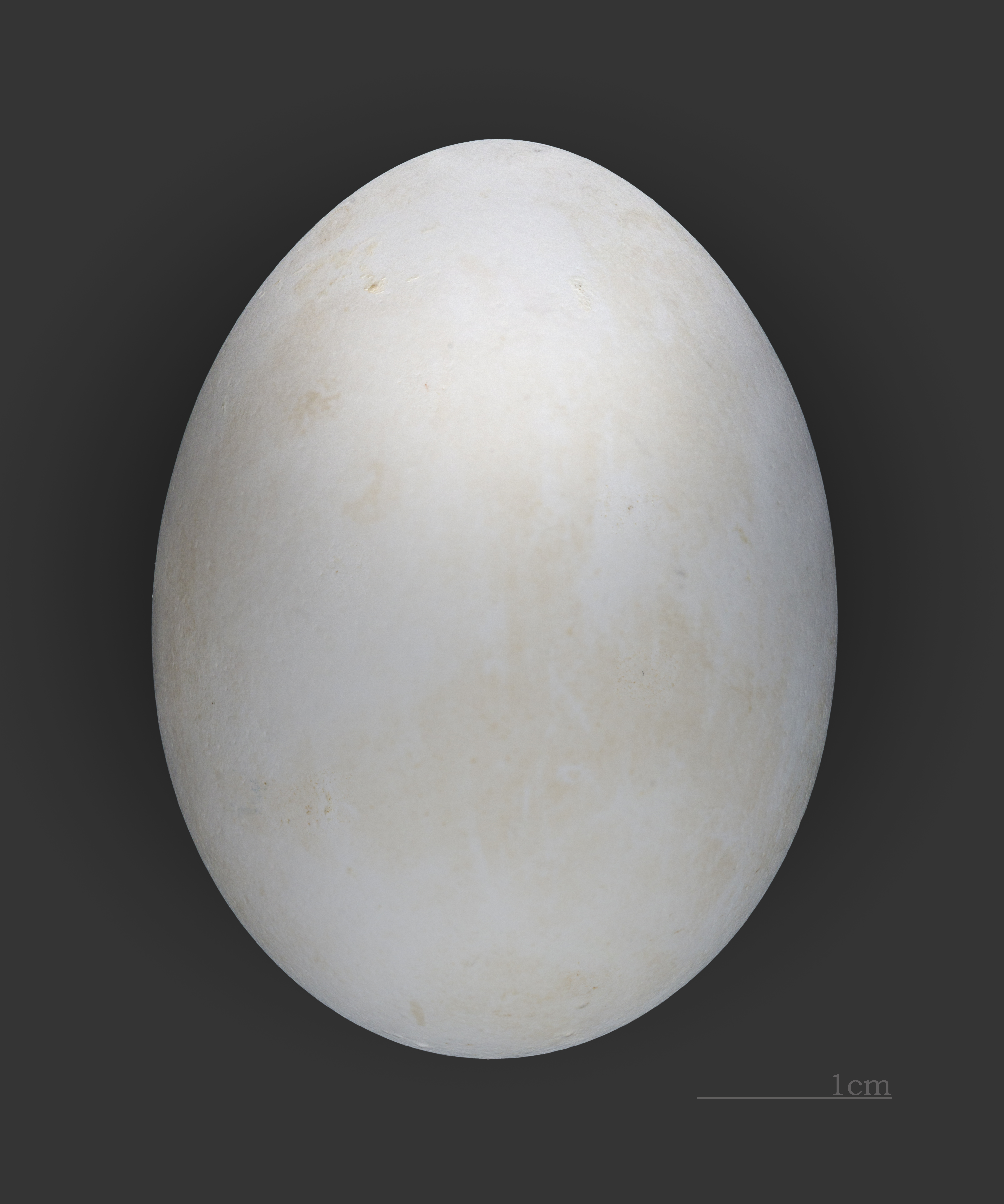
Œuf de Puffinus boydi
(coll.MHNT)

Puffinus boydi
Espèce
Puffinus boydi est une espèce d'oiseaux de la famille des Procellariidae. Elle était et est encore parfois considérée comme une sous-espèce du Puffin d'Audubon (P. lherminieri).

## Répartition
Cette espèce est endémique du Cap-Vert.